# Henning Bommel
Pour les articles homonymes, voir Bommel.
Henning Bommel  (né le 23 février 1983 à Finsterwalde dans le Brandebourg) est un coureur cycliste allemand.

## Biographie
En 2001, Henning Bommel remporte le titre de champion d'Allemagne de la poursuite par équipes. Il fait alors partie de l'équipe d'Allemagne pour les championnats du monde juniors, qui obtient la médaille d'argent de la poursuite par équipes. Quatre ans plus tard, il obtient ses premières performances en Coupe du monde, et remporte la poursuite par équipes à Los Angeles. En 2008, il est pour la première fois champion d'Allemagne de poursuite par équipes. 
Sur route, Bommel réussit ses premières performances en 2006, remportant notamment sa première victoire, la 1re étape du Tour de Serbie. Il abandonne cependant le maillot de leader dès le lendemain à Anatoly Pakthuhov. L'année suivante, il prend la neuvième place du championnat d'Allemagne du contre-la-montre. En 2008, il remporte sa deuxième victoire, une étape du Tour de Bulgarie. Il rejoint en 2009 l'équipe LKT Brandenburg, n'obtenant pas de résultats significatifs lors de sa première saison.
Il participe également à des courses de six jours. Il a pris part pour la première fois aux Six jours de Dortmund en 2007 avec Alexei Markov, puis aux Six jours de Munich l'année suivante.

## Palmarès sur piste

### Jeux olympiques
- Rio 2016
  - 5e de la poursuite par équipes

### Championnats du monde
- Apeldoorn 2011
  - 7e de la poursuite par équipes
- Melbourne 2012
  - 9e de la poursuite par équipes
  - 13e de l'américaine
- Minsk 2013
  -  Médaillé de bronze de l'américaine
  - 6e de la poursuite par équipes
  - 7e de la course aux points
- Cali 2014
  - 7e de l'américaine
- Saint-Quentin-en-Yvelines 2015
  - 4e de la poursuite par équipes
  - 5e de l'américaine
- Hong Kong 2017
  - 9e de l'américaine[2]
  - 12e de la poursuite par équipes[3]

### Championnats du monde juniors
- 2001
  -  Médaillé d'argent de la poursuite par équipes juniors

### Coupe du monde
- 2004-2005
  - 1er de la poursuite par équipes à Los Angeles ((avec Robert Bengsch, Leif Lampater et Robert Bartko)
  - 3e de la poursuite par équipes à Manchester
- 2008-2009 
  - 3e de l'américaine à Melbourne (avec Fabian Schaar)
- 2012-2013
  - 2e de la poursuite par équipes à Glasgow
- 2013-2014
  - 3e de la poursuite par équipes à Guadalajara
- 2014-2015
  - 3e de la poursuite par équipes à Guadalajara
  - 3e de l'américaine à Londres

### Championnats d'Europe
- Panevėžys 2012
  -  Médaillé d'argent de la poursuite par équipes
- Baie-Mahault 2014
  -  Médaillé d'argent de la poursuite par équipes
  -  Médaillé de bronze de la course aux points

### Championnats des Balkans
- 2004
  -  Médaillé d'or de la poursuite par équipes (avec Marc Altmann, Christian Kux et Daniel Schlegel)
  -  Médaillé d'argent de la poursuite individuelle

### Championnats d'Allemagne
| - 2001 - Champion d'Allemagne de poursuite par équipes juniors - 2002 - 2e de la poursuite par équipes - 2003 - 3e de la poursuite par équipes - 2004 - 2e de l'américaine - 2e de la poursuite par équipes - 2005 - 3e de la poursuite par équipes - 2006 - 2e de l'américaine - 2007 - 3e de la course aux points - 2008 - Champion d'Allemagne de poursuite par équipes - 2010 - Champion d'Allemagne de poursuite par équipes - 2e de l'américaine | - 2011 - Champion d'Allemagne de poursuite par équipes - 2012 - Champion d'Allemagne de poursuite par équipes - 2014 - Champion d'Allemagne de poursuite par équipes - 2015 - Champion d'Allemagne de poursuite par équipes - 2017 - Champion d'Allemagne de course aux points - 3e de la poursuite par équipes - 2018 - 2e de la poursuite par équipes - 2e de l'américaine |

## Palmarès sur route

### Par années
- 2005
  - 1re étape du Tour de Vysočina
- 2006
  - 1re étape du Tour de Serbie
- 2008
  - 5e étape du Tour de Bulgarie
- 2009
  -  Champion du monde sur route militaires
- 2010
  - 2e du Dookola Mazowska
- 2012
  - 3e du Tour du Sachsenring
- 2018
  -  Médaillé de bronze du championnat du monde par équipes militaires[4]
- 2019
  -  Médaillé d'argent de la course en ligne par équipes des Jeux mondiaux militaires

### Classements mondiaux
| Année           | 2006 | 2007   | 2008 | 2009 | 2010 | 2011 | 2012 | 2013 | 2014 |
| --------------- | ---- | ------ | ---- | ---- | ---- | ---- | ---- | ---- | ---- |
| UCI Africa Tour |      |        |      | 90e  |      |      |      |      |      |
| UCI Europe Tour | 637e | 1 187e | 973e |      | 283e | 460e | 929e |      | 733e |